# Costaricense Paso
Costaricense Paso, även Costa-Rican Saddle Horse är en hästras som härstammar från Costa Rica i Centralamerika. Rasen härstammar från hästar som fördes till Amerika av spanska conquistadorer under 1500-1600-talet. Rasen är ädel och visar ofta upp en extra gångart som är mycket bekväm för ryttaren men med snabbt fotarbete. Rasen används till både ridning och som arbetshäst på Costa Rica och har även importerats till USA där de visas upp i utställningar och shower för gångartshästar.

## Historia
Den costa ricanska pasohästen härstammar från hästar som fördes från Europa till Nord- och Sydamerika under 1500-talet och 1600-talet. Den största andelen av hästarna var de berömda spanska hästarna som influerade alla dagens modernare amerikanska hästraser. En mycket liten del arabiska fullblod bör även ha förts med båtarna som avlats i Spanien och Portugal sedan 700-talet då Iberiska halvön invaderades av de nordafrikanska morerna. Morerna hade med sig orientaliska ökenhästar som araber men under tiden för koloniseringen fanns det ont om arabiska hästar i landet och därför kom det orientaliska inflytandet främst från de mindre ädla Berberhästarna som var lättare att köpa under den här tiden. 
på Costa Rica startade de spanska kolonisatörerna stuterier där man avlade de spanska hästarna och berberhästarna. Redan 1850 hade man startat ett selektivt avelsprogram där man enbart använde sig av förstklassiga hingstar i aveln.  Men då befolkningen på Costa Rica var liten var det stor risk för inavel bland stammarna och man importerade andalusiska hästar från Spanien för att späda ut stammarna något, vilket istället gav uppfödare problem med att få fram hästar som besatt den speciella gångarten, då de andalusiska hästarna inte besatt dessa gångarter utan var naturliga travare. Uppfödarna var rädda för att man hade förstört rasens unika gångarter. För att rädda rasen importerade man peruanska pasohästar från Peru som också besatt gångarterna som på spanska kallades paso. Inflytandet av de peruanska hästarna förbättrade rasen avsevärt och fixerade den costaricanska pason. 
Idag är rasen den vanligaste på Costa Rica men har även exporterats till kringliggande länder och även USA. I september 2008 visades costaricanska pasohästar på showtävling i USA för första gången vilket kraftigt har ökat efterfrågan på hästarna.

## Egenskaper
Den costa ricanska pasohästen är vacker med ädla linjer men är främst känd för sina naturliga gångart, en variant av pasogångarterna med mycket snabb men mjuk benaktion och höga knälyft. Gångarten är mycket bekväm och lättriden för ryttaren och gångarten är relativt snabb och vägvinnande samt gör hästen mycket säker på foten. Rasen är dock ganska liten med enbart ca 145-155 cm i mankhöjd. Alla färger utom brokiga färger som skäck och tigrerad är tillåtet hos hästarna, men dock föredrar uppfödarna ofta hästar med stora vita tecken som bläs i ansiktet eller vita tecken på benen. 
Rasen är en lättare typ av ridhäst med en lång men väldigt stark rygg. Hästarna har en smal och lätt exteriör, men med en framträdande, kraftigt musklad och lätt välvd hals och ett medelstort huvud. Huvudet har rena linjer och en rak eller lätt utåtbuktande nosprofil. Benen är slanka men starka och har ibland lite hovskägg. Hästarna är energiska men lätthanterliga, arbetsvilliga och lättlärda. 
I Costa Rica används hästarna både som ridhästar och till all möjlig slags arbete som lättare jordbruk eller som körhästar. Costa Rica är fortfarande ett stort jordbruks- och boskapsland och hästen har en viktig del i samhället. I norra Costa Rica finns bland annat flera stora rancher som uteslutet håller sig till att sköta boskapen till häst. En del av dessa rancher kan även bara nås med hjälp av hästar. Traditionellt hålls en julparad varje år den 26 december som kallas Christmas Tope Parade där upp mot 1000 hästar som "dansar" igenom huvudstaden San José med traditionellt klädda ryttare.